# Golda
Golda ist ein weiblicher Vorname sowie ein Familienname.

## Etymologie
Golda ist ein alter und mittlerweile eher seltener Name jiddischen Ursprungs. Das Lehnwort ist Golda (גאָלדאַ), was übersetzt „wie Gold“ bedeutet. Es wurde in der Frühzeit über das nordische Gulda übernommen. Namensvarianten umfassen: Goldia, Goldena, Goldie (Englisch) und das niederländische Goudje.

## Namensträger (Auswahl)

### Vorname
- Golda Malka Aufen (1907–1975), deutschsprachige Dichterin, siehe Mascha Kaléko
- Golda Bancic (1912–1944), rumänische Kommunistin und Kämpferin der französischen Résistance, siehe Olga Bancic
- Golda Meir (ursprünglich Golda Meirson, geb. Mabowitsch; 1898–1978), israelische Politikerin
- Golda Rosheuvel (* 1972), guyanisch-britische[3] Schauspielerin
- Golda Schultz (* 1983), südafrikanische Sopranistin
- Golda Tencer (* 1949), polnische Schauspielerin, Sängerin und Regisseurin

### Familienname
- Kathrin Golda-Pongratz (* 1971), deutsche Architektin und Hochschullehrerin
- Kurt Golda (1925–2002), deutscher Gewerkschafter
- Natalie Golda (* 1981), US-amerikanische Wasserballspielerin